# Šárka Barborková
Šárka Barborková (* 6. November 1985 in Prag) ist eine tschechische Volleyballspielerin.

## Karriere
Šárka Barborková begann ihre Karriere 1998 in ihrer Heimatstadt bei PVK Olymp Prag, mit dem sie 1999 Tschechischer Meister sowie 1999, 2000 und 2004 Tschechischer Pokalsieger wurde. Von 2004 bis 2007 spielte sie in der Schweiz beim BTV Luzern. Danach wechselte die Außenangreiferin in die deutsche Bundesliga und spielte beim 1. VC Wiesbaden, bei Allianz Volley Stuttgart und bei den Roten Raben Vilsbiburg. In der Saison 2011/12 spielte Šárka Barborková für den italienischen Verein MC-Carnaghi Villa Cortese und anschließend in der Türkei bei Ereğli Belediyespor.
Šárka Barborková spielte zwölfmal für die tschechische A-Nationalmannschaft. Sie nahm 2010 an der Weltmeisterschaft in Japan teil und wurde bei der Volleyball-Europaliga 2011 zur besten Annahmespielerin gewählt.